# Сонет (картина Ламберта)
«Сонет» (англ. The sonnet) — картина австралийского художника Джорджа Вашингтона Ламберта, написанная в 1907 году. Находится в коллекции Национальной галереи Австралии в Канберре.

## Описание
В «Сонете» Ламберт создал волшебную аллегорию, в которой мужчина читает сонет своей спутнице, созерцательно смотрящей на зрителя. Они как будто не замечают, что между ними сидит обнажённая молодая женщина, существующая словно бы в другом плане — в метафизической реальности, созданной поэтом в строках сонета.
Как и в других своих аллегорических полотнах, в этой картине Ламберт опирался на известные произведения других художников — в данном случае на «Пасторальный концерт» (ок. 1509, Джорджоне или Тициан, Лувр, Париж) и «Завтрак на траве» Эдуарда Мане (1863, Музей Орсе, Париж).
С другой стороны, это может быть аллегорическое изображение двух сторон женщины — священной и приземлённой — с одетой женщиной, играющей роль священной любви. Её поза и пышный рукав имеют сходство с фигурой священной любви в шедевре Тициана «Любовь небесная и Любовь земная» (ок. 1514).

## История
Джордж Ламберт получил стипендию для путешествий по Новому Южному Уэльсу в 1899 году и учился в Париже с 1901 по 1902 год. Ламберт, который рисовал, как правило, героические образы жителей Австралии в 1890-х годах, будучи в Европе, почти полностью переключился на рисование фигур.
Ламберт нарисовал эту картину в Лондоне. Его товарищи-эмигранты австралийские художники Артур Стритон и Теа Проктор были моделями для одетых людей, а Китти Пауэлл — образцом для обнажённой натуры.
«Однажды, когда я увидел этих трёх людей вместе … мне это показалось современной версией «Пасторального концерта» Джорджоне», — рассказывал Ламберт
Картина завоевала серебряную медаль на Международной выставке искусств в Барселоне в 1911 году.

## Критика
Несмотря на множество прецедентов, некоторые критики возражали против сопоставления обнажённой натуры с фигурами в современной одежде на фоне пейзажа. Они больше привыкли к традиционной практике художников, изображающих обнажённую натуру в классическом виде. Они считали, что обнажённая натура на полотне изображена слишком реалистично, чтобы быть аллегорической.